# 波谷守之
波谷 守之（はだに もりゆき、1929年11月28日 - 1994年11月2日）は、日本のヤクザ。波谷組組長。元三代目山口組菅谷組舎弟。天一坊と呼ばれた。広島県呉市阿賀町出身。

## 来歴
昭和4年（1929年）11月28日、広島県呉市阿賀町で生まれた。父は波谷吾一。母は番下キサ。吾一の波谷組は、カシメ（鉄骨と鉄骨の接合部分を熱したリベットで締め付ける職人）を使って土木建築請負業を営んでいた。
昭和8年（1933年）、母・キサが死亡した。その後父・吾一が朝鮮へ出稼ぎに行き、守之は祖母・番下タミの家に預けられた。
昭和12年（1937年）、父・吾一が呉市阿賀町の自宅に帰ってきた。吾一は間もなく静子と再婚し、守之を引き取った。
昭和14年（1939年）、呉市内で向井組の食客だった神戸のカシメ若衆たちが、呉市阿賀町のカシメ・波谷組（組長は波谷乙一、吾一の兄）の若衆と喧嘩となった。翌日、向井信一ら向井組の代表数名は料亭で、乙一ら波谷組代表数名と和解に向けての話し合いを持った。この席に、向井組のカシメ・大西政寛（後の土岡組若頭）が乱入し、向井の斜め後ろに座ると、腹巻から拳銃を取り出し、自分の膝の上に置いた。向井が大西に和解に向けての話し合いをしていることを説明し、拳銃を仕舞わせた。これを機に、大西は乙一と知り合った。守之は、乙一を通じて大西と知り合った。また、この頃大西は、呉市阿賀町の土岡正三、土岡博（後の土岡組組長）の土岡兄弟（兄・正三、弟・博）、博の同級生だった折見誠三と知り合い、博、正三、折見の舎弟となった。土岡兄弟の父・土岡正一は、広島ガスの下請け会社・土岡組を経営していた。事業の土岡組は、土岡正一の長兄・土岡吉雄が継いだ
同年、守之は京都の親戚に預けられた。
昭和16年（1941年）、京都から呉市阿賀町の実家に戻り、尋常小学校高等科に入学した。
昭和20年（1945年）3月、守之は尋常小学校高等科を修了し、乙一の口利きで広島市の博徒・渡辺長次郎の子分（若中）となり、渡辺義勇報国隊で勤労奉仕をした。
同年7月2日、呉市の市街地は2回目の空襲により、焼け野原となった。
同年8月6日、アメリカ軍により広島市に原子爆弾が投下され、渡辺長次郎が死亡したが、守之は廿日市駅にいて無事だった。広島市内で渡辺長次郎の安否を調べた後、呉市阿賀町に戻り、叔母・白銀キシノの家で生活した。キシノの夫・為五郎は工廠の工員だった。この頃守之は、白銀キシノの家に出入りしていた松本年春と知り合った。
同年11月18日、美能幸三が南方戦線から復員した。
同年12月、呉市阿賀町で土岡博が、土岡組を結成。博の兄・正三と折見は、博の舎弟となり、守之は土岡組の若中になった。博は、呉市広町の映画館・広栄座の裏に賭場（道場）を開いた。
昭和21年（1946年）3月、博の舎弟・大西が中国から復員し、土岡組に加入した。
同月、呉市の山村辰雄（後の初代共政会会長）が「山村組」の看板を掲げ、進駐軍の木材運搬を行った。

同年8月14日夜、桑原組（組長は桑原秀夫。後の呉市市会議員）と土岡組の若衆の対立から、呉市における第一次広島抗争が勃発した。この後、守之は呉市での広島抗争に深く関わっていった。
昭和25年（1950年）4月、守之は呉市内のマージャン店で愚連隊と喧嘩になり、拳銃を発砲して呉警察署に逮捕された。殺人未遂で起訴され、広島地方裁判所呉支部で懲役3年の実刑判決を受けたが、控訴して保釈された。裁判費用は父・吾一が工面した。
同年、守之は保釈中に拳銃不法所持で逮捕された。翌日、守之に拳銃を渡した相手が自首した。守之は呉市の簡易裁判所で罰金刑が確定し、釈放された。
昭和26年（1951年）9月23日、守之の控訴が棄却され、懲役3年の実刑が確定した。
同年、守之は広島刑務所で、盗みの常習犯だった渡辺省三と知り合った。
昭和29年（1954年）8月、松本年春が小原組組長・小原馨を理髪店で射殺する。10月、その報復で父・吾一が小原組組員・平尾一三に射殺される。
昭和32年（1957年）、岡山刑務所に移された。ここで松本と山本盛親に勧められて、渡辺省三を子分にした。
昭和33年（1958年）、出所した渡辺を波谷秀夫（松本年春の妻の兄）と玉次兄弟に預けたが、渡辺は仕事師の金を盗んで逃亡した。
昭和34年（1959年）2月、守之は岡山刑務所を出所した。番野正博が放免祝いに来て再び守之の子分となり、秀夫や河面清志の懇願を受けて、渡辺を許した（渡辺の盗んだ金は守之が仕事師に支払った）。守之は呉市の原田法律事務所を訪ね、原田香留夫に挨拶をした後、河面清志・広子夫婦（広子は番野正博の妹）、山本盛親、藤島章三、西川光男、番野、渡辺、松本八重子（松本年春の妻）を連れて、大阪の博徒・山口浪之助を頼り、大阪府大阪市中央区日本橋二丁目の家を借りた。大阪で大阪港区の博徒・名和忠雄（澄田組幹部）と平岡義明（後の菅谷組・菅谷政雄組長の舎弟）と知り合い、「三友会」という親睦組織を作った。この頃延岡朝夫と知り合い、子分とした。
同年10月7日、呉市における第一次広島抗争が終結した。西川と番野（暫く後に病死）は阿賀に戻った。河面も妻・広子と共に呉市阿賀町に戻って堅気になり、山本と藤島も堅気に戻った。残ったのは延岡、渡辺、八重子だったが、延岡と渡辺は三代目山口組菅谷組（組長は菅谷政雄）浅野組（組長は浅野二郎。後の一和会事務局長）の副組長・小山敏夫の義兄弟となった。
昭和35年（1960年）、山口が故郷の愛媛県宇和島市に帰ることになり、守之も山口に追従。そのまま山口の舎弟となった。
昭和36年（1961年）、大阪に戻って大阪市南区黒門市場に家を借りた。元土岡組の折見、河面、藤島、八重子と平畠行人、池田孝志、松本武、面寿一、向和敏、前原忠之、久山勝次、上野安芸男、平本隆広が集まった。
同年、道子と結婚した。
同年、松本武がパチンコ店で愚連隊互久楽会の若衆と喧嘩になり、菅谷組浅野組事務所に逃げ込んだ。対して互久楽会の若衆は、山口組の代紋が入った看板を割った。守之は菅谷に会い、看板が割られた件を謝罪。菅谷はこれを不問とした。
同年、菅谷組舎弟頭・浅野二郎から、延岡を譲り受けたいとの申し出があった。守之は延岡に、浅野からの申し出のことを伝えたが、延岡からの明確な返事はなかった。守之は「阿賀に帰って、堅気になれ」と延岡に告げた。浅野が延岡の身柄を預かり、浅野組が経営する大阪市天王寺区上本町六丁目（通称は上六）の売春宿「ピース」の責任者とした。
昭和37年（1962年）1月1日、守之は子分たちを借家に呼んで、宴会を行った。藤島が階下の寿司屋に入り、シャツに醤油を付けて上がってきた。平畠は醤油を血だと思い、藤島が喧嘩で殴られたものと勘違いして、階下の寿司屋に包丁を持って怒鳴り込んだ。寿司屋はすぐに警察を呼び、平本や池田が駆けつけた警官と喧嘩になったが、その際平畠が巡査部長を包丁で刺殺したため、平畠は懲役10年、池田と平本は懲役2年の判決を受けた。この事件を切っ掛けに、守之は再び宇和島に行ったが、すぐに大阪に戻り、黒門市場の大源ビルの部屋を借り、妻・道子と八重子を呼んだ。その後、大阪ミナミのマンションに移った。
昭和39年（1964年）、三代目山口組菅谷組が愛媛県宇和島市に事務所を構えた。宇和島支部長代行は、守之の子分だった渡辺だった。守之は山口を応援するために宇和島市に入ったが、山口は山口組と抗争する気はなかった。守之は山口を引退させ、浅野を通じて菅谷に宇和島市の組事務所を閉めるよう頼んだ。菅谷は了解して組事務所を閉じた。その後、浅野が守之に渡辺のことを詫びた。守之は、浅野二郎の口添えで再度渡辺を子分とした。
昭和40年（1965年）、藤島の口添えで、山口の子分だった河田利長を子分にした。
昭和43年（1968年）、松本年春が大阪刑務所を出所。
同年、渡辺が守之の金を持ち逃げした。兄弟分だった松本は、断指して守之に詫びた。
同年、面と河田の舎弟が、山口の子分だった宮崎保（山口組福井組・福井英夫組長の舎弟）を殺害。奥島連合会・奥島博会長が仲裁人となった。守之と福井は「2人で宮崎の墓を作る」という条件で手打ちをした。
昭和45年（1970年）11月、守之は菅谷の舎弟となった。
昭和47年（1972年）、大阪市阿倍野区播磨町に移転した。その後延岡と再会し、彼を許した。

昭和52年（1977年）1月、菅谷は、菅谷組川内組・川内弘組長を破門。これを切っ掛けとして、三国事件が勃発した。
同年4月13日午後2時過ぎ、大阪府警の刑事数名が、大阪市阿倍野区播磨町の守之の自宅兼事務所を訪れ、向と得能要が対応した。大阪府警の刑事は一旦引き上げたが、30分～40分後に再度守之宅に引き返し、川内組からの報復に備えて守之宅を警備した。向と得能はテレビを見て、波谷組関係者が川内を射殺したことを知った。
同年4月15日、三国事件を受け、山口組本部は、菅谷を絶縁とした。守之は菅谷に引退することを勧めたが、菅谷は拒否。守之は、菅谷のボディーガードに天野洋志穂を就けた。
同年5月5日、延岡が公訴提起された。
同年6月20日、延岡は「昭和52年（1977年）4月1日午後7時頃、守之の自宅2階で、守之から川内殺害を指示された」と供述。同年6月21日までかけて、延岡の検面調書が作成された。
同年8月31日午後9時過ぎ、阿倍野署の刑事2人は、守之を殺人・銃砲刀剣類所持等取締法違反・火薬取締法違反容疑で逮捕した。
同年9月1日、守之は福井警察署に移送され、取調べを受けた。守之は罪状否認のまま起訴された。
同年11月12日、守之の第1回公判が開かれた。泉政憲、前波実、渡辺俶治が守之の弁護人となった。
昭和53年（1978年）1月12日、守之の第2回公判が開かれた。
同年7月、菅谷組浅野組若頭補佐・首藤新司、菅谷組浅野組共進会会員・中川徳治、菅谷組波谷組藤島組準構成員・田中政治に懲役15年の一審判決が下され、3人は服役した。
同年9月14日、延岡は主任検事に、再度の取調べを願う上申書を提出した。
同年9月18日、延岡は再尋問で、前年6月20日から6月21日に作成された検面調書を全面否定した。しかし、この調書は第一審法廷には提出されなかった。
昭和54年（1979年）2月15日、守之に対して懲役20年、延岡に対して懲役15年の一審判決が出たが、守之は控訴。控訴審では、新しい弁護団が結成された。田中勇雄が主任弁護人となり、泉、渡辺、菊池利光、川崎敏夫が選任された。
その後守之が、昭和52年（1977年）4月1日（延岡に自宅で殺人を指示したとされる日）のアリバイを思い出した（その日、守之は友人の店の開店祝いのために、女性と贈答品を買いに出かけていた）。
昭和56年（1981年）1月20日、名古屋高等裁判所は守之の控訴を棄却、守之は上告を決めた。河村澄夫を主任弁護人として、泉、前波、菊池、川崎、渡辺、原田（八海事件の弁護人の1人。一度守之の弁護をしたことがあった）、後藤昌次郎、西嶋勝彦、角田由起子、佐々木静子、島崎正幸、北尾強也、の弁護団が結成された。
昭和57年（1982年）、菅谷が死亡した。
昭和59年（1984年）4月、最高裁判所は二審判決を破棄した。
同年9月13日、守之は無罪となって金沢刑務所を出所。
同年守之は、天野に舎弟盃を与えた。
昭和62年（1987年）11月24日、菅谷の七回忌が執り行われた。守之の交渉で、午前中には一和会関係者が焼香し、午後には山口組関係者が焼香した。
昭和63年（1988年）、解散した関西二十日会に代わって、新しく西日本二十日会が結成された。関西二十日会とは違い、特に山口組を仮想敵とするわけではなかった。西日本二十日会の加盟団体は、唐津市の西部連合、下関市の合田一家、広島市の共政会、尾道市の俠道会、笠岡市の浅野組、松山市の松山連合会（後の山口組松山会）、岡山市の木下会、徳島市の勝浦会、高松市の親和会、大阪市の波谷組だった。

平成2年（1990年）6月28日午前2時すぎ、山波抗争が勃発した。
平成3年（1991年）、守之は西日本二十日会を脱退した。
同年、西日本二十日会は解散した。
平成6年（1994年）11月2日、大阪市阿倍野区の自宅でこめかみを拳銃で撃って自殺した。64歳没。

## 人物・エピソード
- 土岡博の教えだった「ヤクザは、盗人の上で、乞食の下だ。堅気に迷惑をかけるな」を信条としていた。
- 10代の島田紳助は波谷に憧れ心酔していたという[3]。

## 関連書籍
- 正延哲士『最後の博徒 波谷守之の半生』幻冬舎（幻冬舎アウトロー文庫）、1999年、ISBN 4-87728-733-7

コミック
- 正延哲士、天龍寺弦、摩周子『実録 最後の博徒 波谷守之 博徒開眼編』竹書房、2004年、ISBN 978-4-8124-6034-4
- 正延哲士、天龍寺弦、摩周子『実録 最後の博徒 波谷守之 博徒流浪編』竹書房、2004年、ISBN 978-4-8124-6066-5
- 正延哲士、天龍寺弦、摩周子『実録 最後の博徒 波谷守之 博徒不屈編』竹書房、2005年、ISBN 4-8124-6112-X
- 正延哲士、天龍寺弦、摩周子『実録 最後の博徒 波谷守之 博徒決別編』竹書房、2005年、ISBN 4-8124-6134-0

## 関連映像作品
- 中島貞夫監督『制覇』（1982年、東映）、海渡仙一のモデルは波谷守之。海渡仙一役は小林旭。
- 山下耕作監督『最後の博徒』（1985年、東映）、荒谷政之のモデルは波谷守之。荒谷政之役は松方弘樹。
- 辻裕之監督『伝説のやくざ 最後の博徒 修羅の章』（東映ビデオ、全2作）波谷守之役は赤井英和。
  - 伝説のやくざ 最後の博徒 修羅の章（2003年）
  - 伝説のやくざ 最後の博徒 残侠の章（2004年）